# 格劳宾登山

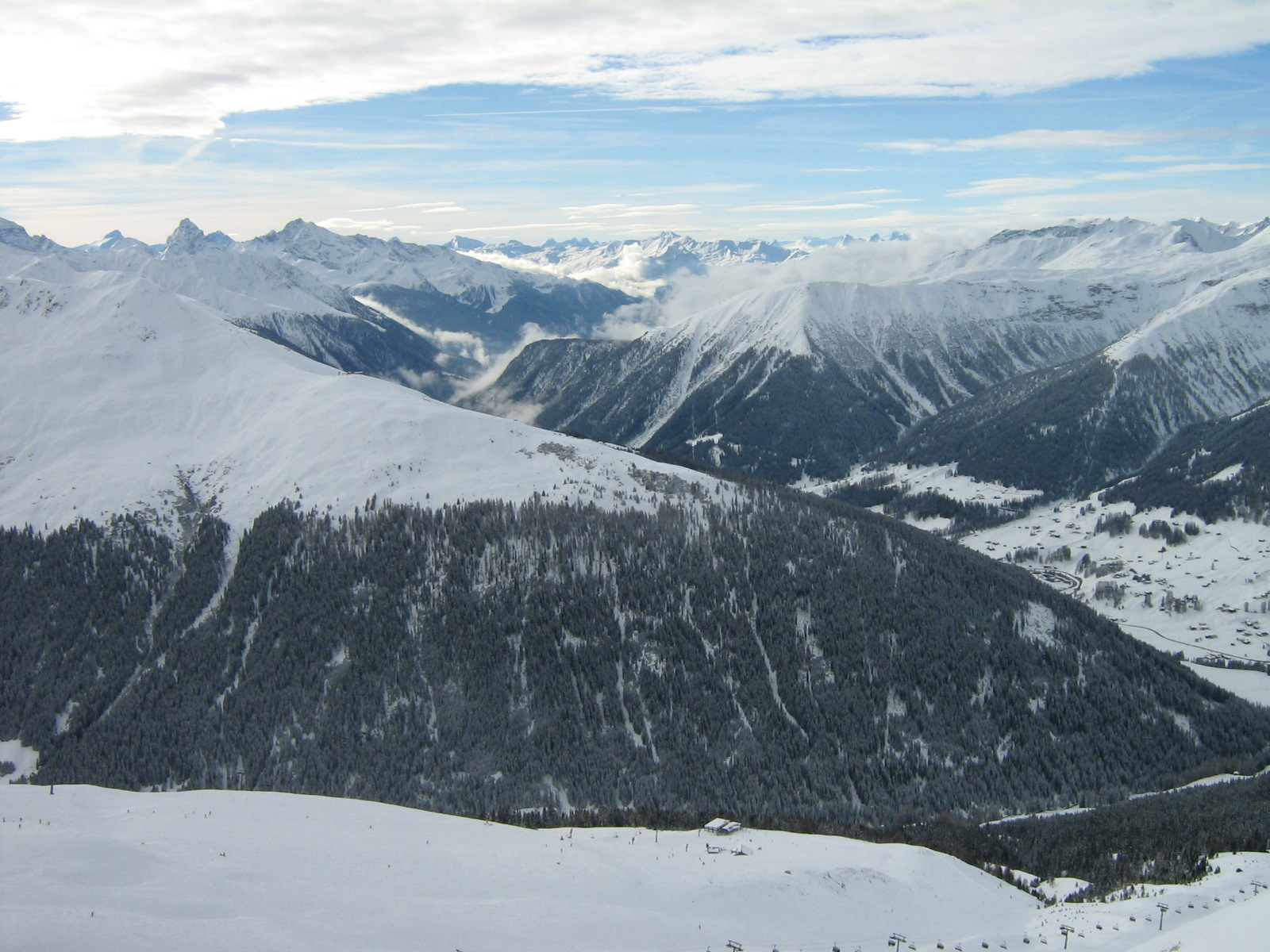

46°N 9°E / 46°N 9°E
格劳宾登山（德語：Bündner Alpen）是瑞士的山脈，位於該國東南部，由格勞賓登州負責管轄，屬於阿爾卑斯山的一部分，最高點是海拔高度4,049米的贝尔尼纳峰。